# Callihormius orientalis
Callihormius orientalis är en stekelart som beskrevs av Kurhade 2006. Callihormius orientalis ingår i släktet Callihormius och familjen bracksteklar. Inga underarter finns listade.